# Pop-Tarts

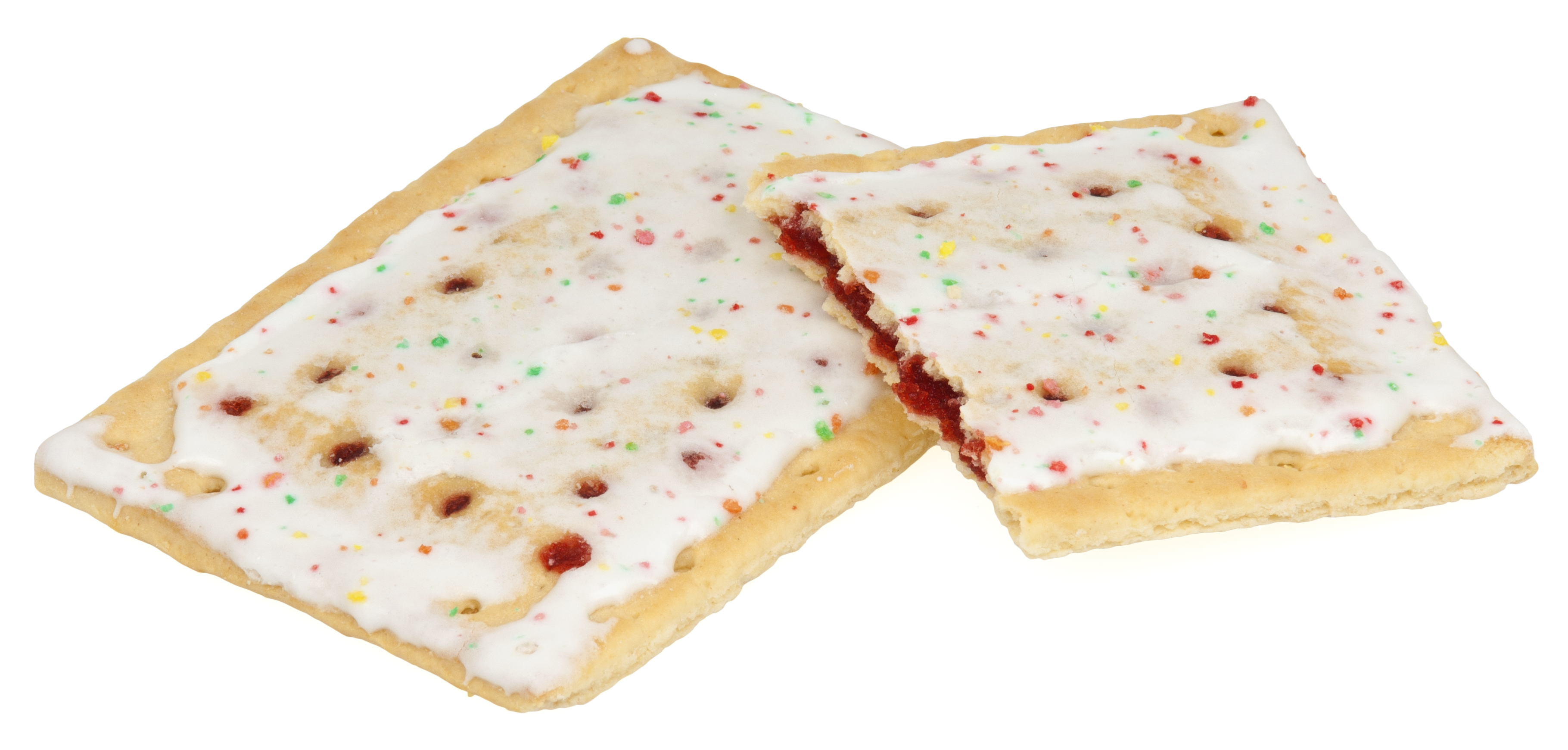
Pop-Tarts

Pop-Tarts è un marchio di  un biscotto precotto della Kellogg's introdotto nel 1964.
I Pop-Tarts hanno un ripieno zuccherino sigillato all'interno di due strati di forma rettangolare di sottile crosta da pasticceria. La maggior parte delle varietà sono anche glassate. Anche se venduti precotti, sono progettati per essere riscaldati all'interno di un tostapane o forno a microonde. Di solito sono venduti in coppia dentro pacchetti di stagnola, e non richiedono refrigerazione.
I Pop-Tarts sono uno dei marchi più popolari di Kellogg negli Stati Uniti, con milioni di unità vendute ogni anno, sono anche distribuiti in Canada, Australia, Regno Unito, Irlanda, Nuova Zelanda, e molti altri paesi.